# Parophasma galinieri
Parophasma galinieri е вид птица от семейство Sylviidae, единствен представител на род Parophasma.

## Разпространение
Видът е разпространен в Етиопия.